# Букараманга
Букарама́нга (исп. Bucaramanga) — город и административный центр департамента Сантандер в Колумбии. Город расположен к северо-востоку от Боготы.
Букараманга считается самым красивым городом Колумбии. В нём более 160 парков, за что он получил прозвище «города парков». Букараманга является шестым по величине городом Колумбии после Боготы, Кали, Медельина, Барранкильи и Картахены
Население Букараманги составляло на 2005 год 516 512 жителей, агломерация — 1 012 331 жителей.

## История
Первым и самым значимым городом, построенным испанскими завоевателями, было поселение Хирон, и Букараманга, основанная в 1622 году, не могла перегнать его ни по количеству населения, ни по экономическим показателям в начале XIX века. В 1860—1870 город стал излюбленным местом для немецких купцов и искателей приключений (самым известным из которых был Йозеф фон Ленгерке) и начал быстро расти.
После реорганизации административного устройства в 1886 году Букамаранга стала административным центром департамента вместо Сокорро. Регион был разорён во время гражданской войны 1899—1902 годов, известной как Тысячедневная война, и Букараманга продолжила развиваться только начиная с первой половины XX века.

## Географическое положение
Город лежит в Кордильерах на возвышенности, ограниченной на востоке горной цепью, а на западе — ущельем Рио-де-Оро. К востоку от города находятся высокие пики, достигающие высоты 3 700 м в Парамо-де-Берлин.
Среднегодовая температура составляет 22—23 °C, среднегодовой уровень осадков — 1041 мм.
Западная часть города испытывает серьёзные проблемы из-за эрозии почв.
| Показатель                                                            | Янв. | Фев. | Март  | Апр.  | Май   | Июнь | Июль | Авг. | Сен. | Окт.  | Нояб. | Дек. | Год    |
| --------------------------------------------------------------------- | ---- | ---- | ----- | ----- | ----- | ---- | ---- | ---- | ---- | ----- | ----- | ---- | ------ |
| Абсолютный максимум, °C                                               | 29,2 | 30,5 | 29,6  | 29,0  | 29,0  | 29,2 | 29,0 | 30,2 | 29,4 | 28,8  | 29,0  | 28,4 | 30,5   |
| Средний максимум, °C                                                  | 27,3 | 27,6 | 27,9  | 27,5  | 27,6  | 27,6 | 27,6 | 28,2 | 28,0 | 27,6  | 26,9  | 26,9 | 27,6   |
| Средняя температура, °C                                               | 21,1 | 21,4 | 21,6  | 21,4  | 21,3  | 21,3 | 21,3 | 21,3 | 21,1 | 20,6  | 20,7  | 20,7 | 21,2   |
| Средний минимум, °C                                                   | 16,7 | 16,9 | 16,9  | 17,2  | 17,3  | 17,0 | 16,6 | 16,4 | 16,5 | 16,3  | 17,0  | 16,8 | 16,8   |
| Абсолютный минимум, °C                                                | 15,0 | 15,4 | 15,6  | 16,7  | 16,6  | 15,6 | 14,2 | 12,4 | 15,5 | 13,0  | 15,8  | 15,6 | 12,4   |
| Норма осадков, мм                                                     | 52,4 | 70,6 | 131,9 | 152,9 | 123,5 | 89,0 | 84,4 | 91,8 | 92,6 | 157,0 | 110,9 | 57,9 | 1214,9 |
| Источник: Instituto de Hidrologia Meteorologia y Estudios Ambientales |      |      |       |       |       |      |      |      |      |       |       |      |        |

## Экономика и промышленность
Букараманга располагает современным выставочным комплексом «CENFER», в котором несколько раз в год проходят региональные и межрегиональные ярмарки и выставки. Экономику города составляют, в основном, мелкие и средние предприятия.
Местная промышленность, в основном производство тканей и обуви, пришла в упадок из-за легальных и контрабандных импортных товаров.
С образованием в Колумбии метрополий Букараманга стала центром оной из них, включая в себя посёлки Хирон, Флоридабланка и Пьедэкуэста.
В Букараманге находится один из лучших технических университетов региона (UIS).
В городе размещены предприятия бразильской компании Dana do Sul по производству стержней рулевых колонн и лёгких осей для легковых автомобилей (латиноамериканские операции корпорации Dana Holding Corporation).
В городе находится главный офис Колумбийского института нефти (ICP), исследовательский отдел нефтяной компании «Ecopetrol» и колумбийская газодобывающая компания «Ecogas»

## Достопримечательности и культура
В центре города находятся несколько универмагов, магазины, бары и даже редко встречающаяся в Колумбии пешеходная зона.
В последние годы центр города смещается в городской район Ла-Флорида.
В 50 км от Букараманги находится Национальный парк Чикамоча.

## Транспорт
В городе есть собственный аэропорт Палонегро. Появилась система автобусных остановок и маршрутных автобусов Метролинэа.
Город соединён сетью автомобильных дорог с Кукутой на северо-востоке, с Санта-Мартой на севере и с Боготой и Тунхой на юге.

## Спорт
Букараманга имеет собственный футбольный клуб «Атлетико Букараманга».